# Suite (musica)
In musica, la suite (in francese successione) è un insieme di brani, per uno strumento solista, un complesso da camera o un'orchestra, correlati e pensati per essere suonati in sequenza. I pezzi che compongono una suite vengono chiamati tempi (o movimenti) e nella musica barocca sono tutti nella stessa tonalità. 
La suite porta anche il nome di ordre (in particolare, quelle di François Couperin), partita o sonata da camera, sebbene quest'ultimo non sia propriamente un sinonimo: nella sonata i singoli movimenti prendono il nome dall'indicazione di tempo iniziale (adagio, andante, allegro, ecc.), mentre nella suite hanno nomi di danze; la struttura è, però, identica.

## Struttura formale

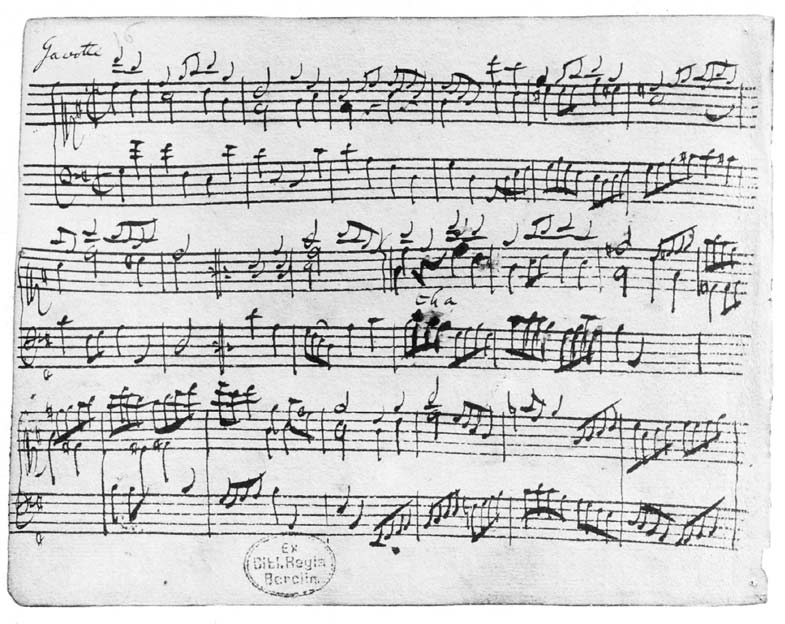
Gavotta dalla Suite francese n. 5 di Johann Sebastian Bach

I movimenti obbligatori che compongono la suite barocca sono, in ordine, allemanda, corrente, sarabanda e giga. È presente quindi un'alternanza tra tempi moderati o lenti (allemanda, sarabanda) e tempi mossi o rapidi (corrente, giga). Le Suite inglesi e le Partite per clavicembalo di Johann Sebastian Bach iniziano tutte con un pezzo introduttivo alle danze, che può essere un preludio, un'ouverture, una fantasia, un preambolo, una toccata o una sinfonia.
Spesso questa sequenza standard viene arricchita con ulteriori danze, dette "galanterie", che possono essere una gavotta, una siciliana, una bourrée, una loure, un minuetto, una musetta, una marcia, un double (una ripetizione, un "doppio" appunto, di una delle danze variata e arricchita di abbellimenti) o una polacca, che di norma vengono inserite tra la sarabanda e la giga. Una passacaglia, una ciaccona o una contraddanza, se presenti, sono invece solitamente poste in chiusura.
Possono essere presenti anche movimenti non derivanti da danze, come i sopra citati preludio o ouverture (sempre all'inizio), oppure un'aria, una toccata, una fuga, una fantasia, oltre a veri e propri movimenti "all'italiana" ("allegro", "andante", "largo", ecc.).

### Struttura formale dei singoli movimenti
La forma di ogni singolo movimento è tendenzialmente bipartita monotematica:
- nella prima parte (espositiva) partendo dalla tonalità d'impianto si modula a una tonalità vicina (generalmente quella di dominante se il brano è in modo maggiore; il relativo maggiore se invece è in modo minore);
- nella seconda parte (di ripresa) vengono elaborati elementi tematici della prima sezione, ma non mancano periodi completamente nuovi, in sostituzione o in aggiunta a quelli già ascoltati. Il percorso armonico è inverso rispetto alla prima parte (dal tono vicino a quello d'impianto).

## Storia

### Origini
La suite deriva dalla pratica, in voga nel XVI secolo, di accoppiare danze di carattere (soprattutto quelle alla corte reale) e movimento diversi: la prima lenta in ritmo binario (pavana, passamezzo, bassadanza); la seconda vivace in ritmo ternario (saltarello, gagliarda, giga).
Ne sono un esempio le successioni di pavana, saltarello e piva contenute nella raccolta di intavolature di liuto di Joan Ambrosio Dalza (?-1508) intitolata Intabulatura de Lauto. Libro quarto. Padoane diverse. Calate a la spagnola. Calate a la italiana. Tastar de corde col suo recercar dietro, pubblicata a Venezia nel 1508 dall'editore Petrucci. Dobbiamo la testimonianza più antica dell'uso del termine suite a Estienne du Tertre, che pubblica delle Suyttes de bransles nel 1557, costituite però da semplici coppie di danze.
Anche in Inghilterra, durante l'epoca elisabettiana e fino alla metà del XVII secolo si assiste a un fiorire di coppie di pavane e gagliarde, composte dai liutisti e virginalisti più importanti del periodo, come William Byrd, John Bull e Peter Philips.
La prima opera che rientra propriamente nella tipologia sopra descritta è invece Newe Padouan, Intrada, Dantz, und Galliarda (1611) del compositore e organista tedesco Paul Peuerl (1570-1625). In essa le quattro danze del titolo vengono ripetute in dieci suite.

### Periodo barocco
La formulazione della suite standard (allemanda-corrente-sarabanda-giga) è attribuita a Johann Jakob Froberger (1616-1667) e conosce un notevole sviluppo durante il XVII secolo, soprattutto in Francia.
Nell'età barocca la suite conosce un successo straordinario, tanto che Georg Friedrich Händel ne scrive ventidue per clavicembalo, mentre Johann Sebastian Bach (volendo assimilare a questo genere anche partite e sonate da camera) ne compone per violino, violoncello, flauto, liuto, organo, clavicembalo, per formazioni cameristiche varie e per orchestra. Le composizioni più tarde di François Couperin spesso si discostano interamente dalle danze standard e consistono di pezzi con peculiarità proprie e nomi originali. Rameau fu il primo compositore a scrivere suite tratte dai propri balletti.

#### Principali autori di suite in età barocca

##### Francia

Andrea Solario, Suonatrice di liuto

- François Couperin
- Robert de Visée
- Élisabeth Jacquet de La Guerre
- Jean-Philippe Rameau

##### Germania
- Johann Sebastian Bach
- Georg Böhm
- Dietrich Buxtehude
- Johann Caspar Ferdinand Fischer
- Johann Jakob Froberger
- Johann Christoph Graupner
- Johann Kaspar Kerll
- Johann Kuhnau
- Johann Mattheson
- Georg Muffat
- Georg Philipp Telemann
- Matthias Weckmann
- Sylvius Leopold Weiss

##### Italia
- Arcangelo Corelli
- Bernardo Pasquini
- Francesco Maria Veracini

##### Paesi Bassi
- Josse Boutmy

##### Regno Unito
- William Lawes
- Henry Purcell
- William Croft
- Georg Friedrich Händel

### Epoche successive
Dalla metà circa del XVIII secolo, in concomitanza con la fine della musica barocca e l'affermarsi dello stile galante, il genere comincia sentire i segni del tempo, e i compositori iniziano a preferirgli la sonata e, in ambito orchestrale, la sinfonia e il concerto.
A partire dall'Ottocento, il significato del termine suite si amplia, andando a definire: 
- una selezione strumentale da un brano più ampio (opera, balletto e, più tardi, musical e colonne sonore);
- una sequenza di pezzi brevi aventi un tema in comune (come ad esempio le suite di Čajkovskij, Grieg, Sibelius, Busoni) tra cui generalmente ancora delle accademiche danze;
- un pezzo che si rifà esplicitamente a temi barocchi (come ad esempio la Suite per pianoforte di Schönberg).

Nel XX secolo la suite è stata di nuovo utilizzata con esempi famosi da diversi compositori; Claude Debussy, dopo Pour le piano del 1901, ha scritto nel 1903 Estampes, nel 1905 la Suite bergamasque che presenta, nel terzo movimento, il celebre Clair de lune e Children's Corner (1906-1908). Ravel con Miroirs (1905) e Le tombeau de Couperin (1914-1917) ha realizzato due suite pianistiche di notevole difficoltà tecnica. Altri celebri esempi orchestrali sono The Planets, composto da Gustav Holst tra il 1914 e il 1916, e la Suite scita di Prokof'ev del 1915.

## La suite nella popular music
L'espressione suite viene anche utilizzata nella musica leggera moderna, in particolare nell'art rock e generi correlati, per indicare un brano musicale, strumentale o cantato, strutturato in più parti correlate, che per la sua complessità esce dai canoni della canzone.
Nella musica moderna, soprattutto nel rock progressivo, è stato ripreso l'utilizzo delle suite. Tra i principali gruppi che hanno composto suite si citano, negli anni sessanta e settanta: The Beatles, The Nice, The Moody Blues, Colosseum, Genesis, Pink Floyd, Tangerine Dream, Gentle Giant, Jethro Tull, Yes, Strawbs, Van der Graaf Generator, Emerson, Lake & Palmer, King Crimson, Beggars Opera, Renaissance, Fruupp, Camel, The Alan Parsons Project, Frank Zappa, Gracious, Mike Oldfield, Caravan, Rush.
In Italia negli stessi anni: Banco del Mutuo Soccorso, Premiata Forneria Marconi, Quella Vecchia Locanda, Le Orme, Area, Osanna, Alphataurus, Metamorfosi, Buon Vecchio Charlie, New Trolls, Il Rovescio della Medaglia, Museo Rosenbach.
Negli anni ottanta e novanta, oltre ai gruppi progressive sono soprattutto quelli heavy metal ad adottare questa forma di composizione: Dream Theater, Marillion, Änglagård, Arena, IQ, Pendragon, Porcupine Tree, Spock's Beard, Queensrÿche, Transatlantic, Neal Morse, Symphony X, Iron Maiden, Blind Guardian, Helloween, Angra, Gamma Ray, Circus Maximus, Mind's Eye, Vanden Plas, Rhapsody of Fire, Shadow Gallery, Queen, Muse, Opeth, Fates Warning, Flower Time.